# Viva il re
Viva il re (All Hail the King) è un cortometraggio direct-to-video del 2014 con Trevor Slattery, personaggio della Marvel Comics,  prodotto da Marvel Studios e distribuito da Walt Disney Studios Home Entertainment sulla versione home media di Thor: The Dark World. È il seguito e lo spin-off di Iron Man 3, ed è il quinto film della serie di cortometraggi Marvel One-Shots. Il film è scritto e diretto da Drew Pearce, ed è ambientato nel Marvel Cinematic Universe (MCU), condividendo la continuità con i film della serie. Ha come protagonisti Ben Kingsley, Scoot McNairy, Lester Speight e Sam Rockwell, con Kingsley che riprende il ruolo da Iron Man 3 e Rockwell che riprende il ruolo da Iron Man 2. In All Hail the King, un regista di documentari intervista il famigerato falso terrorista Trevor Slattery da dietro le sbarre.
Lo sviluppo di un One-Shot incentrato su Slattery è iniziato durante la produzione di Iron Man 3, con Pearce che alla fine ha concepito un'idea subordinata alla volontà di Kingsley di riprendere il suo ruolo da Iron Man 3, che è stato entusiasta di farlo dopo aver letto la sceneggiatura. Le riprese si sono svolte a Los Angeles nell'arco di tre giorni, con Pearce che in seguito è volato in Canada per girare il cameo di Rockwell nei panni di Justin Hammer, riprendendo il ruolo da Iron Man 2.
All Hail the King è stato accolto positivamente. La storia di Slattery, del Mandarino e dei dieci anelli continua nel film Shang-Chi e la leggenda dei dieci anelli (2021).

## Trama
Trevor Slattery, catturato alla fine di Iron Man 3, è ora detenuto nella prigione di Seagate. In prigione vive lussuosamente, con il suo personale "maggiordomo" Herman e altri detenuti che fungono da fan club e protezione. Slattery è intervistato dal regista di documentari Jackson Norriss, che desidera raccontare gli eventi della situazione del Mandarino visti in Iron Man 3. Norriss, cerca di sapere più informazioni personali su Slattery, raccontandogli il suo passato dal suo primo casting da bambino al suo ruolo di protagonista in un fallito pilot della CBS. Alla fine Norriss informa Slattery che la sua immagine ha fatto arrabbiare alcune persone, incluso l'attuale gruppo terroristico dei Dieci Anelli, che Slattery non sapeva esistesse. Norriss gli racconta la storia del Mandarino e del gruppo terroristico, prima di rivelare che in realtà è un membro del gruppo. La vera ragione per cui Norriss ha intervistato Slattery è di farlo uscire di prigione in modo che possa incontrare il vero Mandarino. Sentendo questo, Slattery non ha ancora idea delle piene ramificazioni della sua posa come il Mandarino.

## Personaggi e interpreti
- Ben Kingsley nel ruolo di Trevor Slattery: detenuto nella prigione di Seagate che è oggetto di un documentario di Jackson Norriss. Kingsley riprende il ruolo di Iron Man 3.[1]
- Scoot McNairy nel ruolo di Jackson Norriss: un membro dell'organizzazione terroristica i Dieci Anelli in posa come documentarista.[2] Nei fumetti il nome del personaggio è scritto "Norris",[3] mentre in un video pubblicato nell'ambito di una campagna di marketing virale per Captain America: Civil War nel maggio 2016 ha rivelato che in realtà esiste un personaggio separato Jackson Norris, in una realtà altrove nell'MCU.[4][5]
- Lester Speight nel ruolo di Herman:[2] maggiordomo e protettore di Slattery a Seagate.
- Sam Rockwell nel ruolo di Justin Hammer: detenuto nella prigione di Seagate, produttore di armi. Rockwell riprende il ruolo da Iron Man 2.[6] Sul cameo di Rockwell, Pearce ha spiegato che sia Marvel che Rockwell erano "a bordo" per questo, ma Rockwell non è stato in grado di farlo a causa della produzione del remake di Poltergeist. Tuttavia, durante la post-produzione di quel film, Rockwell ha letto la sceneggiatura del cortometraggio e ha chiamato Pearce, dicendo che era felice di partecipare se le sue scene potevano essere girate in un'ora a Toronto. Pearce andò in Canada e "Rockwell entrò e lo inchiodò".[7]

Inoltre, Matt Gerald interpreta White Power Dave; Crystal the Monkey interpreta la scimmia da bar; e Allen Maldonado interpreta Fletcher Heggs, che ha un tatuaggio di un pezzo degli scacchi sul viso come un cenno al fumetto, dove è un personaggio minore che va da "Knight".

## Produzione

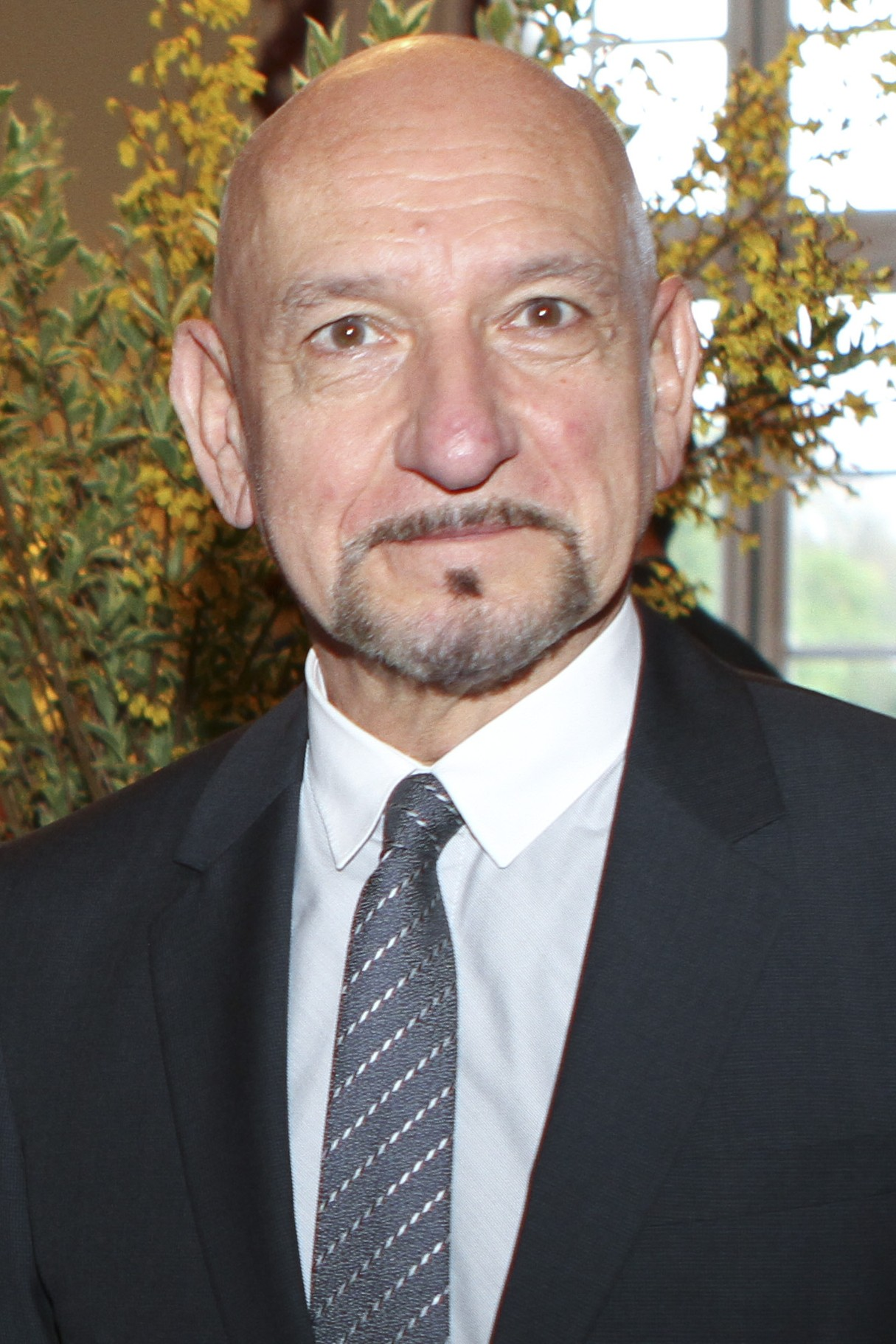
Dopo che Ben Kingsley fu assegnato a All Hail the King, altri membri dell'equipaggio firmarono.

Drew Pearce, co-sceneggiatore di Iron Man 3, e il produttore Stephen Broussard hanno avuto l'idea del cortometraggio All Hail the King durante la produzione di Iron Man 3, di fornire "un nuovo approccio" al personaggio del Mandarino. I Marvel Studios e il consulente Joss Whedon sono stati positivi riguardo al corto, facendo affidamento sul coinvolgimento di Ben Kingsley. Nell'ottobre 2013, Kingsley ha dichiarato che stava lavorando a un progetto segreto con la Marvel che coinvolgeva "molti membri dell'equipaggio coinvolti in Iron Man 3". Questo è stato rivelato successivamente essere il cortometraggio, scritto e diretto da Pearce.
Il regista di Iron Man 3, Shane Black, ha ritenuto che la Marvel "vedesse così tante cose negative" che circondavano la rappresentazione del Mandarino, che il corto è stato creato come "una scusa per i fan che erano così arrbbati". Anche se alcuni del dialogo è scritto in risposta ai critici di mandarino rappresentazione Iron Man3 la storia è stata scritta semplicemente come un'estensione della trama sui Dieci Anelli e il Mandarino ha caratterizzato tutto il film di Iron Man. Pearce ha scritto il cortometraggio per essere abbastanza ambiguo da poter esplorare ulteriormente la trama nei film o nelle serie televisive future. Sui dieci anelli, Pearce dichiarò di aver trovato il gruppo una parte "molto potente" dell'MCU a causa della loro introduzione nel primo film dell'universo e notò che il produttore Kevin Feige era entusiasta di vedere un membro dell'organizzazione "sinceramente vizioso". Per questo motivo, Pearce ha lavorato per rendere l'azione nel breve "reale e brutale" per giustapporre il tono più comico che lo conduceva, che secondo lui avrebbe aumentato l'umorismo di Slattery di Kingsley dato che il personaggio "non risponde a nulla nello stesso modo in cui qualsiasi altro essere umano "corretto" farebbe. Parlando dell'aggiunta di Easter egg e annuisce ai fumetti, Pearce ha notato che aggiungerli alla sceneggiatura non significava necessariamente che facessero parte del piano più grande della Marvel per l'MCU e ha detto che gli piaceva MCU "e in attesa di vedere se" parte si attacca e parte rimane solo una specie di affascinante cenno del capo ".  Il nome Caged Heat era precedentemente utilizzato dalla Marvel come titolo provvisorio di Iron Man 3 .
Il cortometraggio è stato girato a Los Angeles, con il cameo di Sam Rockwell girato a Toronto su un set che è stato dipinto per abbinarsi alle riprese di Los Angeles. La musica per il cortometraggio è stata composta da Brian Tyler, con le scene di Caged Heat composte dall'icona della musica TV degli anni '80 Mike Post. La sequenza principale del titolo, creata da Perception, è stata ispirata dal Dr. No, Charade e Iron Monkey, così come da altri film sullo sfruttamento del Kung-Fu.

## Distribuzione
All Hail the King è stato rilasciato sull'uscita in download digitale di Thor: The Dark World il 4 febbraio 2014 e il 25 febbraio 2014 per l'uscita Blu-ray. È stato incluso nel bonus-disc del cofanetto "Marvel Cinematic Universe: Phase Two Collection", che include tutti i film della Fase Due nell'universo cinematografico Marvel e gli altri Marvel One-Shots. La collezione presenta i commenti audio di Pearce e Kingsley ed è stata rilasciata l'8 dicembre 2015.

## Accoglienza
Cliff Wheatley di IGN ha dato a All Hail the King un 9.4 su 10. Ha detto che è "un ritorno alla personalità amabile dello sfortunato Trevor e un passo avanti per il più grande universo cinematografico Marvel. Ha i suoi colpi di scena che dovrebbero soddisfare sia gli amanti che gli odiatori di Trevor Slattery. Ma è l'approccio che Pearce adotta con il materiale, dalle sequenze di credito in stile film kung-fu al tono spensierato che prende una svolta improvvisa e stridente. Kingsley brilla ancora una volta nel ruolo di Slattery, distaccato e ignorante, ma più che felice di tornare in modalità Mandarino se questo piacerà ai suoi adorati fan. Pearce fa alcune delle stesse battute di Iron Man 3 in una sorta di modo referenziale, ma non è niente di troppo dannoso."
Devin Faraci di Birth. Movie. Death ha definito il cortometraggio "un altro cortometraggio eccellente della gente dei Marvel Studios", che si è sentito meritato di essere proiettato nei cinema piuttosto che essere semplicemente pubblicato sui Home media. Sentiva che il personaggio di Slattery "è stato usato nella quantità perfetta in Iron Man 3, e dandogli più tempo sullo schermo qui, in un progetto secondario, sente il modo giusto di tornare da lui. Kingsley si sta divertendo molto, offrendo molte battute meravigliose e sprofondando nel personaggio senza eguaglia ed egocentrico che rappresenta tutti i nostri peggiori stereotipi di attori". Faraci ha elogiato la sequenza Caged Heat, così come il cameo di Rockwell, e ha affermato positivamente sulla rivelazione del mandarino, "piuttosto che un retcon questo sembra un'espansione, un tirare indietro il sipario per rivelare più del quadro". Al contrario, Andrew Wheeler di Comics Alliance ha criticato la presentazione dell'omosessualità del cortometraggio, dato che è stato il primo tentativo di Marvel Studio di introdurre concetti LGBT nell'MCU.